# Puning
Puning är en stad på häradsnivå i Jieyangs stad på prefekturnivå i provinsen Guangdong i sydöstra Kina.  Den ligger omkring 300 kilometer öster om provinshuvudstaden Guangzhou. 
Puning  är indelat i sju stadsdelsdistrikt,  18 köpingar, en socken och sex administrativa enheter på sockennivå.
Stadsdelsdistrikt (jiedao):

- Chiwei (池尾街道)
- Dananshan (大南山街道)
- Liaoyuan (燎原街道)
- Liushabei (流沙北街道)
- Liushadong (流沙东街道)
- Liushanan (流沙南街道)
- Liushaxi (流沙西街道)

Köpingar (zhen):

- Chigang (赤岗镇)
- Chuanpu (船埔镇)
- Daba (大坝镇)
- Daping (大坪镇)
- Gaopu (高埔镇)
- Guangtai (广太镇)
- Hongyang (洪阳镇)
- Junbu (军埠镇)
- Lihu (里湖镇)
- Meilin (梅林镇)
- Meitang (梅塘镇)
- Nanjing (南径镇)
- Nanxi (南溪镇)
- Puqiao (普侨镇)
- Qilin (麒麟镇)
- Xiajiashan (下架山镇)
- Yunluo (云落镇)
- Zhanlong (占陇镇)

Socknar (xiang):

- Houxi (后溪乡)

Områden på sockennivå - jordbruk:

- Dachi Nongchang (大池农场)
- Daping Nongchang (大坪农场)
- Ma'anshan Nongchang (马鞍山农场)
- Sankeng Nongchang (三坑农场)
- Wushi Nongchang (乌石农场)

Övriga områden på sockennivå:
- Keji Gongyeyuan vetenskaps- och teknikindustripark (科技工业园)